# Microsoft Security Essentials
Microsoft Security Essentials (MSE) je besplatan antivirusni program, koga je napravio Microsoft da pruža zaštitu radi nekoliko vrsta zloćudnih programa (engl. malware) kao što su virusi, špijunski softver, rootkit programi i trojanski konji za Windows XP, Windows Vistu i Windows 7 (uključujući x86 i x64 platforme).
Microsoft Security Essentials zamjenjuje postojeći proizvod Windows Live OneCare, komercijalni plaćeni antivirus i besplatna alternativa programu Windows Defender, koji inače služi zaštiti od oglašivačkog softvera i špijunskog softvera. Za razliku od programa Microsoft Forefront, koji je namijenjen zaštiti poduzeća, Microsoft Security Essentials je namijenjen za obične potrošače, odnosno korisnike.
Microsoft Security Essentials je primio pozitivne recenzije odmah po objavljivanju. Imao je 30 milijuna korisnika od rujna 2010. godine.

## Razvoj
Microsoft je objavio planove za besplatan korisnički antivirus pod kodnim imenom Morro, 18. studenog 2008. Potpuno je trebao promijeniti strategiju u Microsoftovom marketingu: Umjesto plaćenog antivirusa koji nudi i ostale alatke, kao backup i osobni firewall, Morro bi trebao biti besplatan, te bi se mogao instalirati na originalnim Windows sustavima (nije bio namijenjen za poslovnu upotrebu).
23. lipnja 2008. Microsoft je objavio javnu beta inačicu, dostupnu za 75,000 ljudi u sljedećim državama: Sjedinjene Države, Izrael, Narodna Republika Kina i Brazil. Za to vrijeme, Microsoft je izjavio da će MSE biti završen do kraja 2009. godine, i da će biti dostupan u 10 jezika.
Hardverski zahtjevi za Microsoft Security Essentials se razlikuju, ovisno od toga koji operacijski sustav koristite. Za Windows XP, Microsoft Security Essentials zatjeva najmanje 500 MHz procesor i 256 MB RAM-a. Na Windows Visti i Windows 7, Microsoft Security Essentials zahtjeva 1 GHz procesor i 1 GB RAMa. Također je potreban VGA ekran s razlučivosti od 800 x 600 ili većom, 140 MB slobodnog prostora na tvrdom disku i Internet veza na svim podržanim sustavima.